# Jungeroth
Jungeroth ist ein Gemeindeteil der Ortsgemeinde Buchholz (Westerwald) im Landkreis Neuwied in Rheinland-Pfalz. Der Ort gehört der Verbandsgemeinde Asbach an und war bis zum 16. März 1974 ein Ortsteil der bis dahin eigenständigen Gemeinde Krautscheid.

## Lage
Jungeroth liegt im Niederwesterwald, etwa einen Kilometer südlich der Grenze zu Nordrhein-Westfalen und zehn Kilometer südöstlich der Stadt Hennef (Sieg). Umliegende Ortschaften sind die bereits in Nordrhein-Westfalen liegenden Dörfer Lückert im Norden und Eichholz im Nordosten, Mendt im Osten, Oberscheid im Südosten, Buchholz im Süden, Krautscheid im Südwesten, Wertenbruch im Westen und Kölsch-Büllesbach im Nordwesten. Jungeroth und der Nachbarort Kölsch-Büllesbach bilden eine zusammenhängende Siedlungsfläche.
Jungeroth liegt an der Kreisstraße 57, die Kölsch-Büllesbach und Mendt miteinander verbindet. Die Landesstraße 275 (Uckerath–Buchholz) ist knapp 500 Meter vom Ortszentrum Jungeroths entfernt. Zwischen Jungeroth und Buchholz liegt der Hanfbach.
Unmittelbar an der Landesgrenze, vor der B 8, befindet sich ein ausgedehntes Gewerbegebiet.

## Geschichte
Jungeroth gehörte zunächst zum Kurfürstentum Köln und wurde im Jahr 1803 durch den Reichsdeputationshauptschluss dem Fürsten von Wied-Runkel zugesprochen. Dort blieb der Ort jedoch nur drei Jahre, aufgrund der in der Rheinbundakte festgehaltenen Beschlüsse wurde Jungeroth schließlich an das Herzogtums Nassau abgegeben. Der Ort gehörte zur Honnschaft Krautscheid und wurde vom Amt Altenwied verwaltet. Während des Ersten Koalitionskrieges befand sich in der Nähe von Jungeroth ein Lager der französischen Armee, von dem die Schlacht von Kircheib ihren Ausgang nahm.
Nach den auf dem Wiener Kongress beschlossenen Vereinbarungen musste das Herzogtum Nassau das Gebiet um Jungeroth an das Königreich Preußen abtreten. Dort gehörte der Ort zum Standesherrlichen Kreis Neuwied. Ab dem Jahr 1817 gehörte die Honnschaft Krautscheid mit ihren Ortsteilen der Bürgermeisterei Asbach im Regierungsbezirk Koblenz in der Provinz Großherzogtum Niederrhein an. Kurz danach wurde die Honnschaft Krautscheid zu einer Gemeinde umgeformt. Im Jahr 1820 hatte Jungeroth 99 Einwohner.
Die Provinz Großherzogtum Niederrhein und die Provinz Jülich-Kleve-Berg wurden 1822 miteinander vereinigt, dabei entstand die Rheinprovinz neu. 1848 wurde der Standesherrliche Kreis in den Kreis Neuwied eingegliedert. 1869 wurde in Jungeroth eine Grundschule gebaut. Bei der Volkszählung vom 1. Dezember 1871 bestand die Ortschaft Jungeroth aus 29 Gehöften und hatte 139 Einwohner. 1885 hatte Jungeroth 161 Einwohner. 1927 wurde die Bürgermeisterei Asbach in Amt Asbach umbenannt. Die Schule in Jungeroth wurde im Jahr 1930 aufgrund von Platzmangels geschlossen, die Schüler besuchten seitdem die neu gebaute Grundschule Jungeroth, die sich seitdem entgegen dem Namen im Nachbarort Kölsch-Büllesbach befindet.
Nach dem Ende des Zweiten Weltkrieges wurde das Gebiet um Mendt Teil der Französischen Besatzungszone, deren Teil der Rheinprovinz im neuen Bundesland Rheinland-Pfalz aufging. Am 1. Oktober 1968 wurde das Amt Asbach in eine Verbandsgemeinde umgewandelt, diese wiederum fusionierte am 7. November 1970 mit der Verbandsgemeinde Neustadt (Wied) zu der heutigen Verbandsgemeinde Asbach. Am 16. März 1974 fusionierte die Gemeinde Krautscheid mit der Gemeinde Griesenbach und einem Teil der Gemeinde Elsaff zu der neuen Gemeinde Buchholz (Westerwald).

## Sehenswürdigkeiten

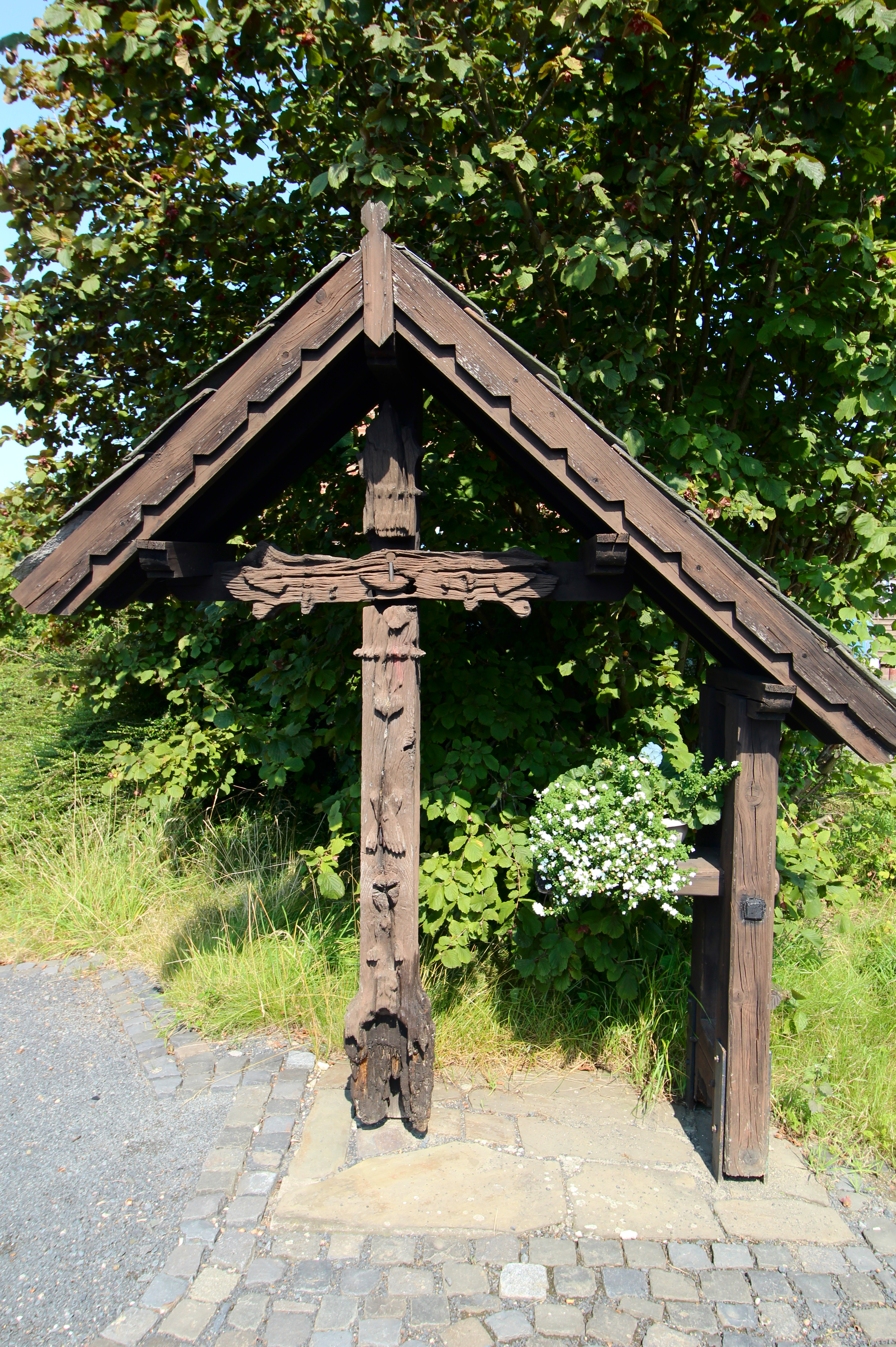
Das Wegekreuz in der Schmiedegasse

Die Generaldirektion Kulturelles Erbe Rheinland-Pfalz verzeichnet für den Ortsteil Jungeroth ein Kulturdenkmal:
- das Wegekreuz vor dem Haus „Schmiedgasse 1“; ein hölzernes Wegekreuz aus dem 18. oder 19. Jahrhundert